# Nello Toscanelli
Nello Toscanelli (Pontedera, 1868 – Pontedera, 3 febbraio 1937) è stato un politico italiano.

## Biografia
Possidente terriero, laureato in giurisprudenza, fu deputato della Camera del Regno d'Italia nella XXIII e nella XXIV legislatura dal 1909 al 1919.